# Devecser
Devecser (Duits: Dewetscher) is een plaats (város) en gemeente in het Hongaarse comitaat Veszprém. Devecser telt 5211 inwoners (2001). De stad kwam in het nieuws vanwege de milieuramp met rode modder, weggestroomd uit een vergaarbekken in de buurt. De rode modder is een restproduct van de aluminiumproductie.